# Huida a Egipto (Herp)
La Huida a Egipto es una obra del pintor flamenco, Willen van Herp, que se cree que fue alumno de Rubens. Generalmente de escenas religiosas. Pese a que su trabajo se centró en su ciudad natal, también exportó diversas obras a España, realizadas por encargo. 
La Huida a Egipto fue realizado al fresco entre 1674 y 1676. Se encuentra en la Capilla Santa (exposición) de la Basílica de la Asunción de Nuestra Señora de Lequeitio del País Vasco.